# Juin 1823

## Événements
- Début de la guerre entre Britanniques et Ashanti en Afrique en Côte de l'Or (Ghana) (fin en 1831). Campagne de l’Asante contre le Denkyira, le Fanti et les Britanniques.

- 20 juin, France : Anne Louis Henri de La Fare est créé cardinal par le pape Pie VII.

## Naissances
- 21 juin : Jean Chacornac (mort en 1873), astronome français.

## Décès
- 1er juin : Louis Nicolas Davout, Maréchal d'Empire, duc d'Auerstaedt, prince d'Eckmuhl (° 1770).
- 9 juin : Piotr Meller-Zakomelsky, ministre de la Guerre de Russie (° 1755).